# Фунин (Циньхуандао)
Фуни́н (кит. упр. 抚宁, пиньинь Fǔníng) — район городского подчинения городского округа Циньхуандао провинции Хэбэй (КНР).

## История
Уезд Фунин (抚宁县) был впервые создан при империи Тан в 619 году, но уже в 624 году был присоединён к уезду Лулун.
Вновь уезд Фунин был создан при чжурчжэньской империи Цзинь в 1189 году. При империи Цин в 1737 году из уезда Фунин был выделен уезд Линьюй (临榆县), сформированный на основе Шаньхайгуаньского караула.
В августе 1949 года был образован Специальный район Таншань (唐山专区), и уезд вошёл в его состав. В 1954 году уезд Линьюй был разделён между уездом Фунин и городом Циньхуандао. В 1958 году уезд Фунин был расформирован, а его территория передана городу Циньхуандао.
В 1961 году уезд Фунин был вновь выделен из города Циньхуандао. В 1968 году Специальный район Таншань был переименован в Округ Таншань (唐山地区). В 1983 году был расформирован Округ Таншань, и образован Городской округ Циньхуандао, в состав которого вошёл и уезд Фунин.
23 июля 2015 года восточная половина уезда Фунин была передана в состав района Хайган, а на оставшейся части был создан район Фунин.

## Административное деление
Район Фунин делится на 3 уличных комитета, 4 посёлка и 2 волости.